# 松本インターチェンジ
松本インターチェンジ（まつもとインターチェンジ）は、長野県松本市大字島立にある長野自動車道のインターチェンジである。
松本市（南端部を除く）、安曇野市南部などの最寄りICである。また、接続する国道158号やその先の安房峠道路を経由して岐阜県北東部への連絡にも用いられる。
なお、IC内とIC付近に高速バスの停留所が設置されており、本項ではそれらについても述べる。

## 接続する道路
- E19 長野自動車道（4番）
- 国道158号

## 料金所
- ブース数：9

### 入口
- ブース数：3
  - ETC専用：1
  - ETC・一般：1
  - 一般：1

### 出口
- ブース数：6
  - ETC専用：2
  - 一般：4

## 周辺
- アルピコ交通上高地線 大庭駅
- 松本市西部地域コミュニティバス 「堀米南」バス停 - 約200m。
  - 松本駅アルプス口行き。
- 長野県松本合同庁舎
- 松本広域消防署
  - 渚消防署
- 長野県松本筑摩高等学校
- JR大糸線 島高松駅
- 美ヶ原
- 上高地
- 乗鞍岳
- 野麦峠
- 松本城
- 松本駅
- 旧開智学校
- 浅間温泉

## 高速バス停留所

### 松本高速バス停
松本バスストップ（まつもとバスストップ）または松本高速バス停（まつもとこうそくバスてい）は、長野自動車道松本インターチェンジ出口付近にある高速バス停留所である。後述の「松本インター前」停留所と区別するため、本停留所に停車する高速バスは、旅客案内上の停留所名を「長野道松本」と案内している。本停留所に発着する高速バスは料金所を出るが連絡道路の構造上一般道へは出られないため、一般道へ向かう別の専用道を通行後、当停留所前を通過し
再び松本IC料金所を通り、そのまま長野道を走行する。松本バスターミナル発着が停車する「松本インター前」バス停は横断地下道を使っての連絡となる。

#### 停車する路線
- 飯田 - 長野線（みすずハイウェイバス、アルピコ交通・伊那バス・信南交通）
- 長野 - 名古屋線（中央道高速バス、アルピコ交通・名鉄バス）

### 松本インター前バス停留所
松本ICに接続する国道158号上に設置されている。松本ICで長野道を出入りして一般道を行き来するバス（主に松本バスターミナル発着路線）が停車する。松本バスターミナルを経由しないバスが停車する「長野道 松本」バス停は横断地下道を使っての連絡となる。

#### 停車する路線
- 松本 - 新宿線（中央高速バス）　バスタ新宿行き　（アルピコ交通・京王バス）
- 松本 - 長野線　長野駅・長野県庁行き / 松本バスターミナル行き　（アルピコ交通）（2024年3月31日をもって廃止）
- 松本 - 名古屋線（中央道高速バス）　名鉄バスセンター行き　（アルピコ交通・名鉄バス）
- アルペン松本号　京都深草・大阪（梅田）行き　（アルピコ交通・阪急バス）
- 長野・松本- TDR・成田空港線　京成上野駅・TDR・成田空港行き （アルピコ交通・成田空港交通）
- 「アルプスライナー」松本 - 高山線　平湯温泉・高山行き / 松本バスターミナル行き　（アルピコ交通・濃飛乗合自動車）
- 「アルプスライナー」松本 - 新穂高線　平湯温泉・新穂高温泉行き / 松本バスターミナル行き　（アルピコ交通・濃飛乗合自動車）
- 松本 - 白馬線　白馬五竜・白馬駅・白馬八方行き　（アルピコ交通）

### 長野道松本・インター前両バス停へのアクセス
- アルピコ交通上高地線大庭駅から松本インター前まで徒歩10分。松本高速バス停まで徒歩約20分。
- 松本市地域連携バス 松本島内線（小宮系統）に乗車し堀米南または一之瀬脳外科医院のいずれかのバス停下車。
- 付近には、両バス停とのパークアンドライドに対応した有料駐車場(200台収容可能、1日400円（要駐車サービス券）)[1]があり、高速バスを利用する地元住人の多くが利用している。
- 両バス停の間には交通量の多い国道があり、事故防止のため横断地下道を介して往来するようにとの注意文が掲示されている。

## 隣
E19 長野自動車道
(3) 塩尻北IC - 松本JCT（事業中） - (4) 松本IC - (4-1) 梓川SA/SIC - (5) 安曇野IC